# Charline Van Snick
Charline Van Snick (Liège, Belgija, 2. rujna 1990.) je belgijska judašica. Ona je već prvog dana natjecanja na OI 2012. u Londonu osvojila broncu u ženskoj kategoriji do 48 kg.
Od ostalih uspjeha, Charline je 2010. bila brončana a 2012. srebrna na europskim prvenstvima.

## Olimpijske igre

### OI 2012. London
| London 2012.     | London 2012. | London 2012.    | London 2012.    |
| Protivnik        | Zemlja       | Uspjeh          | Natjecanje      |
| ---------------- | ------------ | --------------- | --------------- |
| Chung Jung-Yeon  | Južna Koreja | 1000:0; pobjeda | 2. krug         |
| Éva Csernoviczki | Mađarska     | 1001:0; pobjeda | četvrtfinale    |
| Sarah Menezes    | Brazil       | 0:1; poraz      | polufinale      |
| Paula Pareto     | Argentina    | 11:2; pobjeda   | borba za broncu |

## Vanjske poveznice
- Službena web stranica Charline Van Snick  Arhivirana inačica izvorne stranice od 5. veljače 2012. (Wayback Machine)
- Profil sportašice
- Charline van Snick Judoinside.com